# Shortia uniflora
Shortia uniflora är en fjällgröneväxtart som beskrevs av Carl Maximowicz. Shortia uniflora ingår i släktet Shortia och familjen fjällgröneväxter.

## Underarter
Arten delas in i följande underarter:
- S. u. kantoensis
- S. u. orbicularis

## Bildgalleri

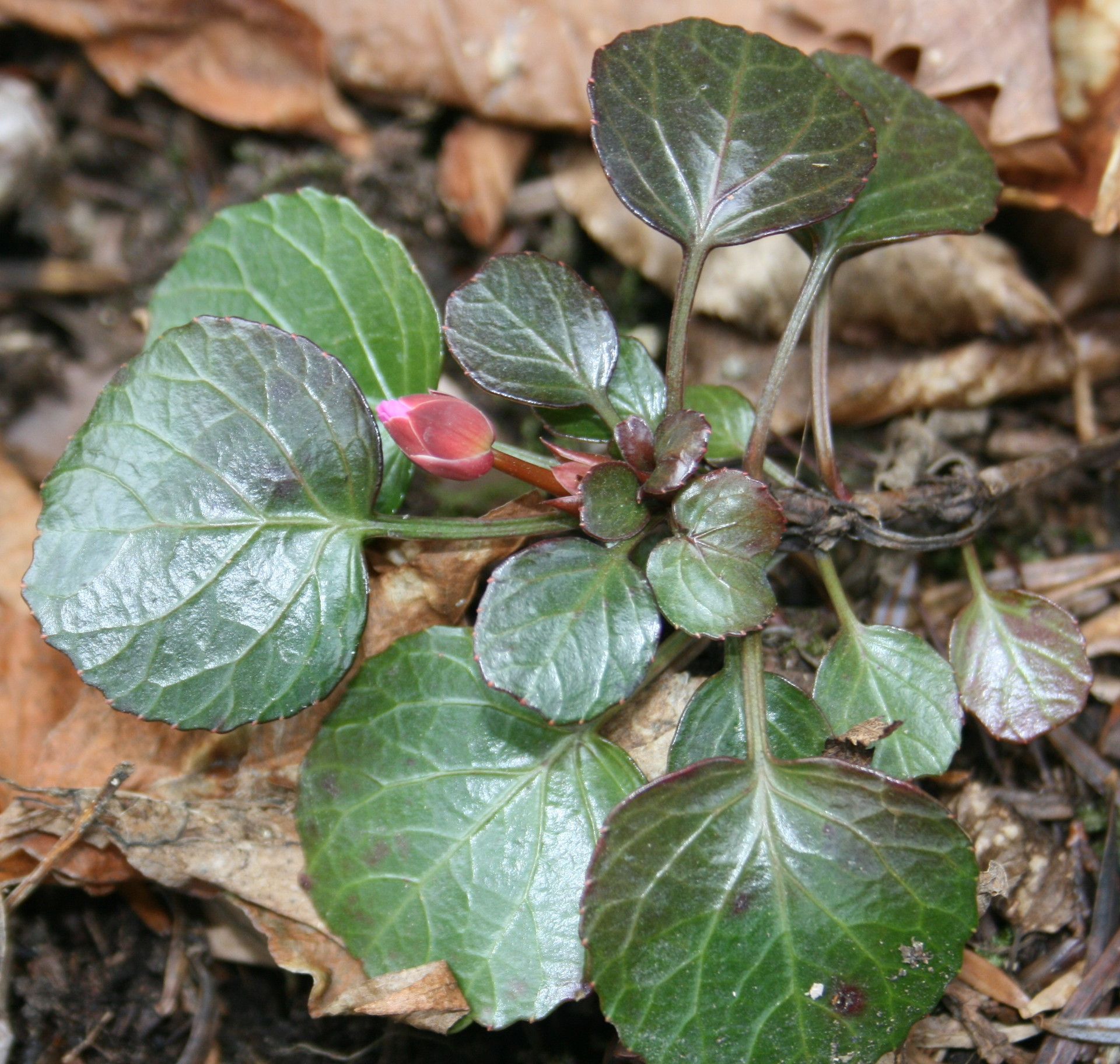
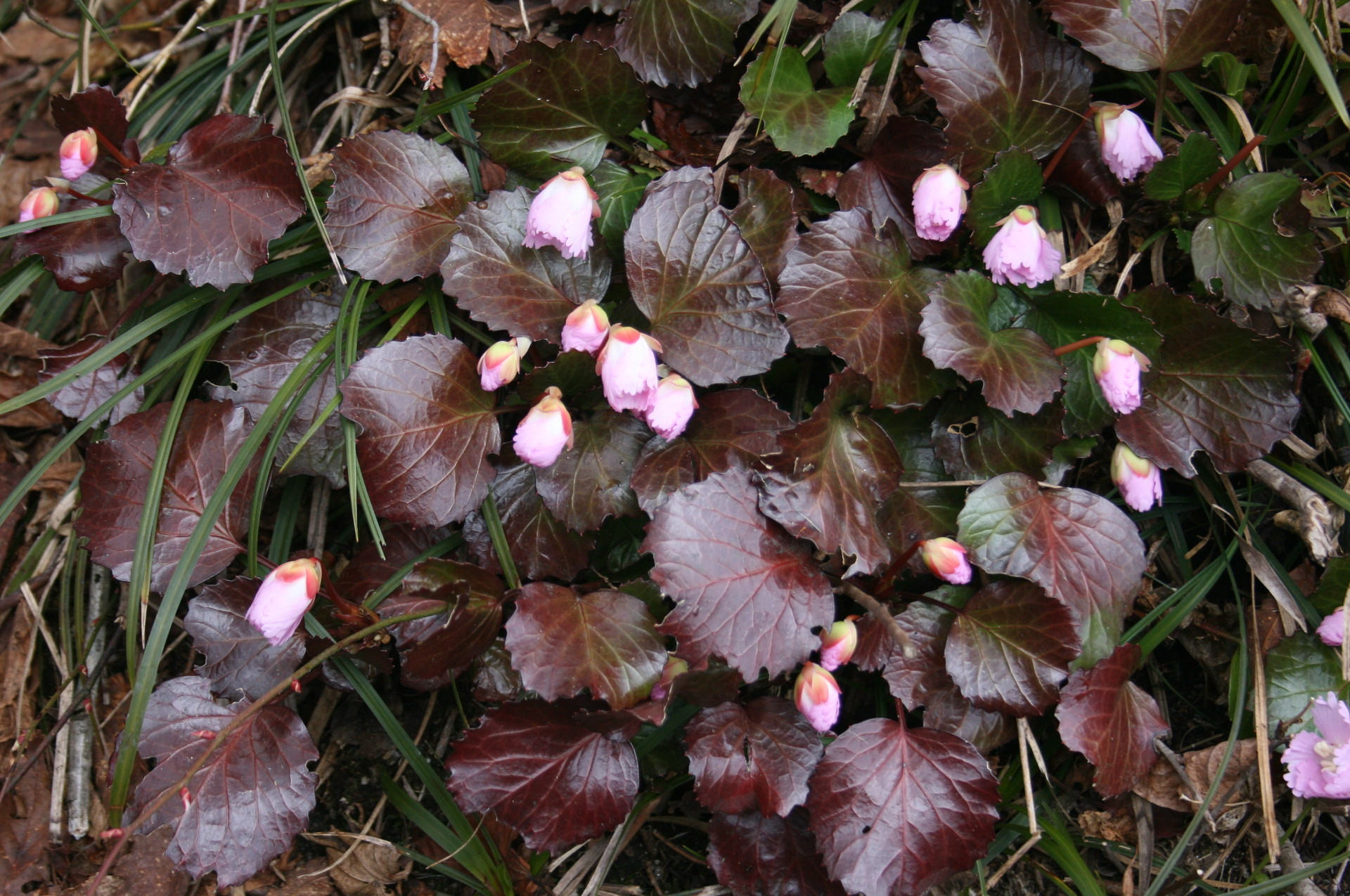
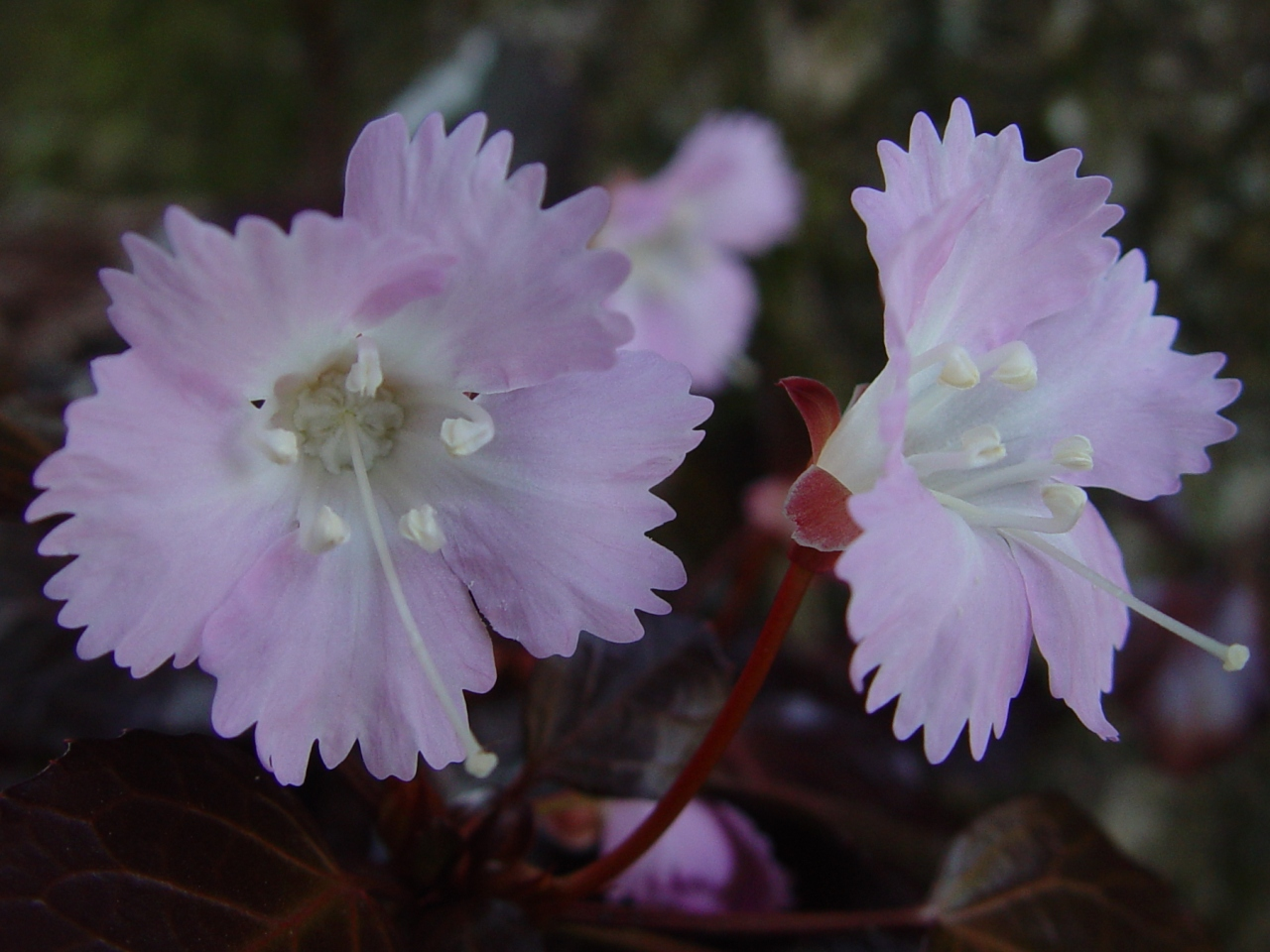
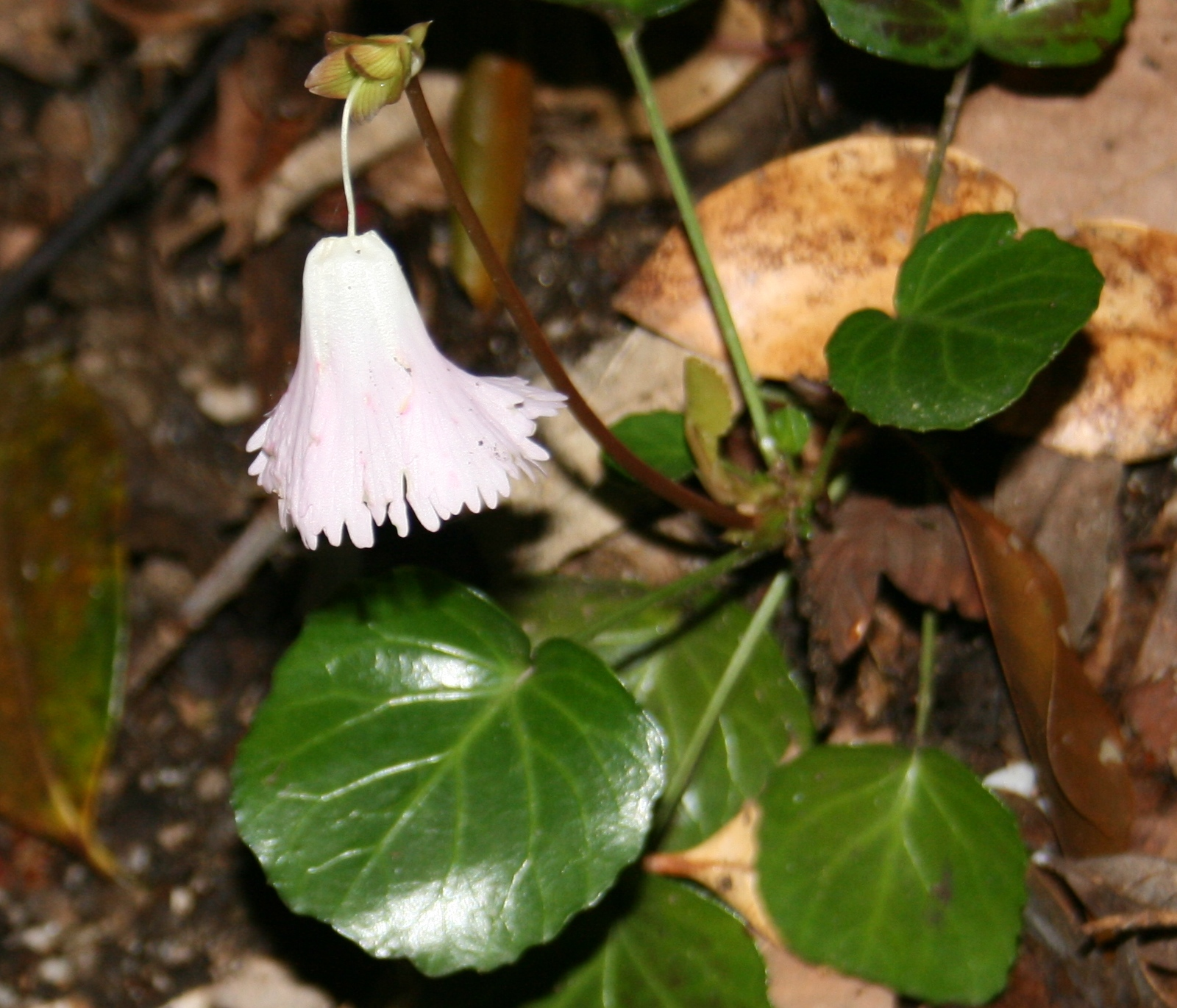
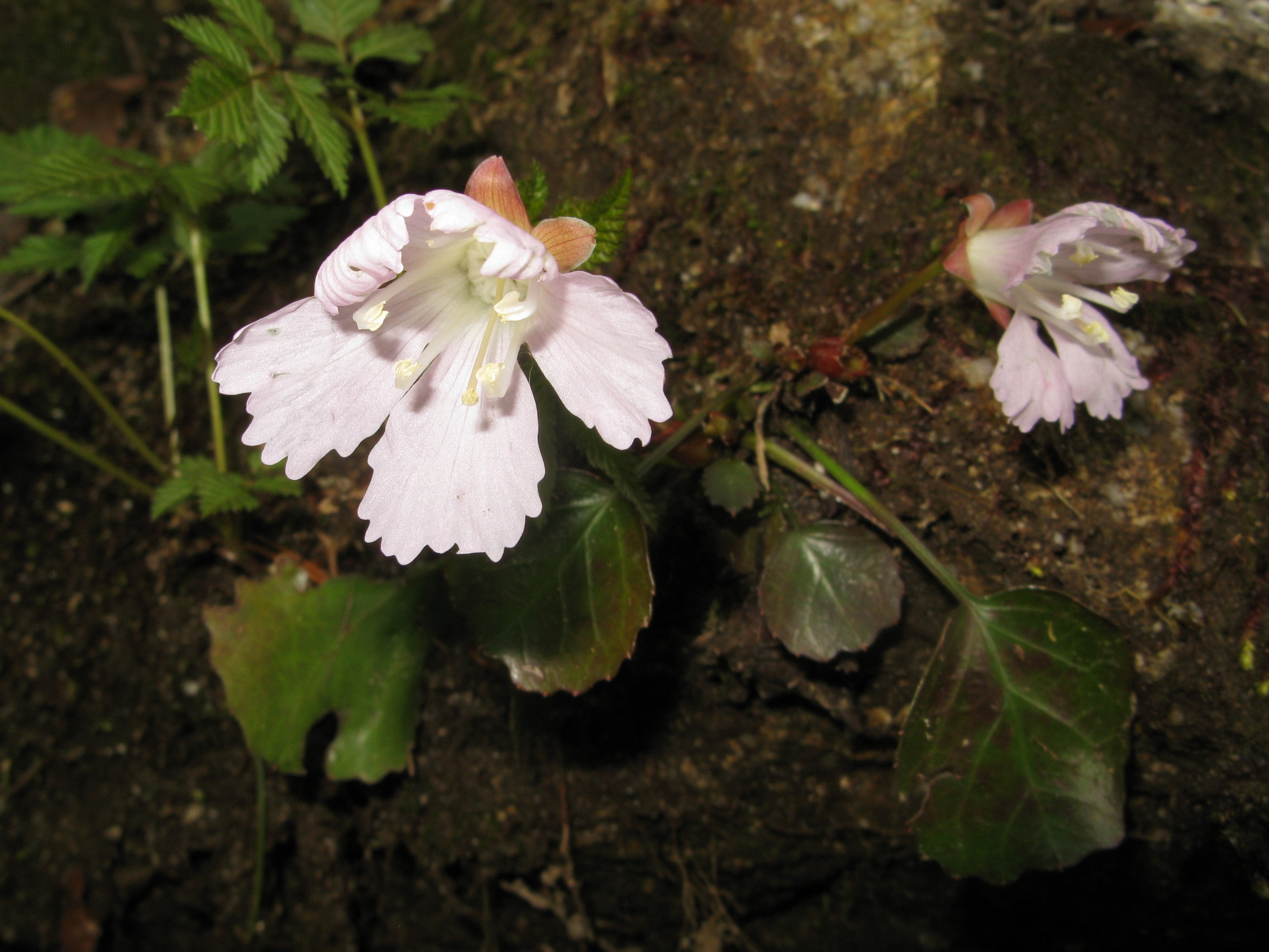
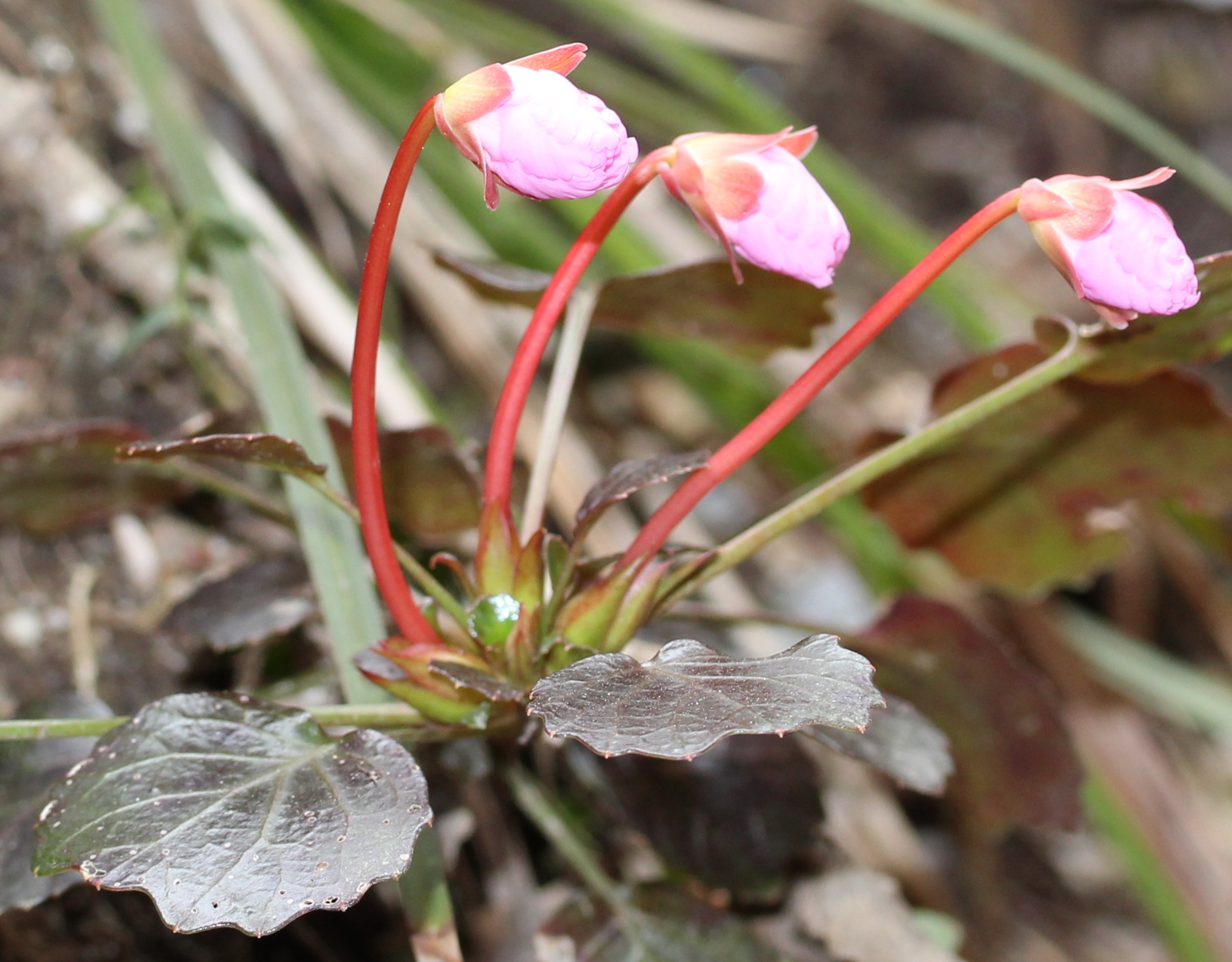